# Brassolis philomena
Brassolis philomena är en fjärilsart som beskrevs av Hans Ferdinand Emil Julius Stichel 1925. Brassolis philomena ingår i släktet Brassolis och familjen praktfjärilar. Inga underarter finns listade i Catalogue of Life.